# پوپوویتشکی
پوپوویتشکی (به چکی: Popovičky) یک منطقهٔ مسکونی در جمهوری چک است که در ناحیه پراگ-شرق واقع شده‌است. پوپوویتشکی ۵٫۱۹ کیلومتر مربع مساحت و ۳۱۵ نفر جمعیت دارد و ۳۷۷ متر بالاتر از سطح دریا واقع شده‌است.

## نگارخانه

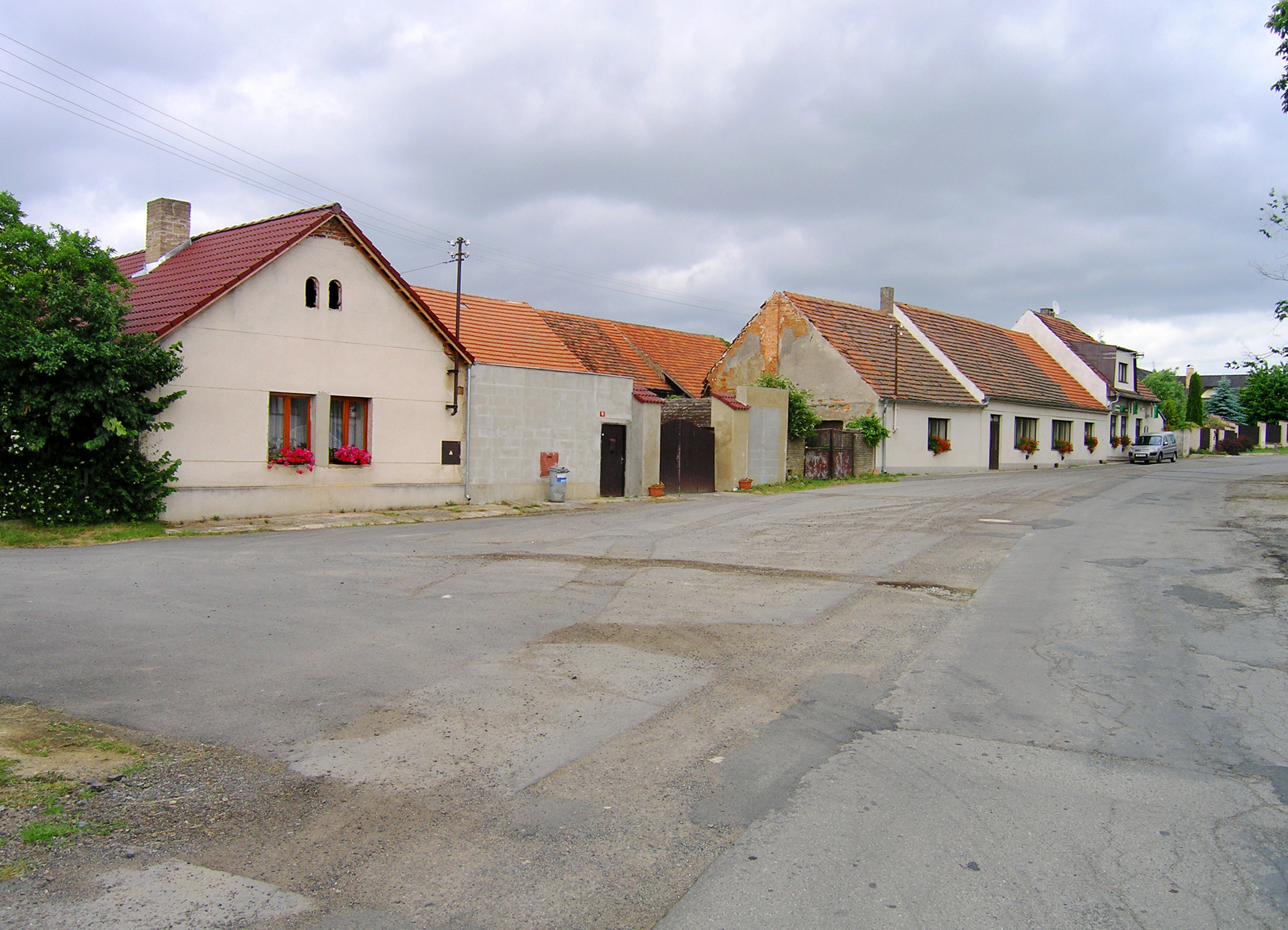
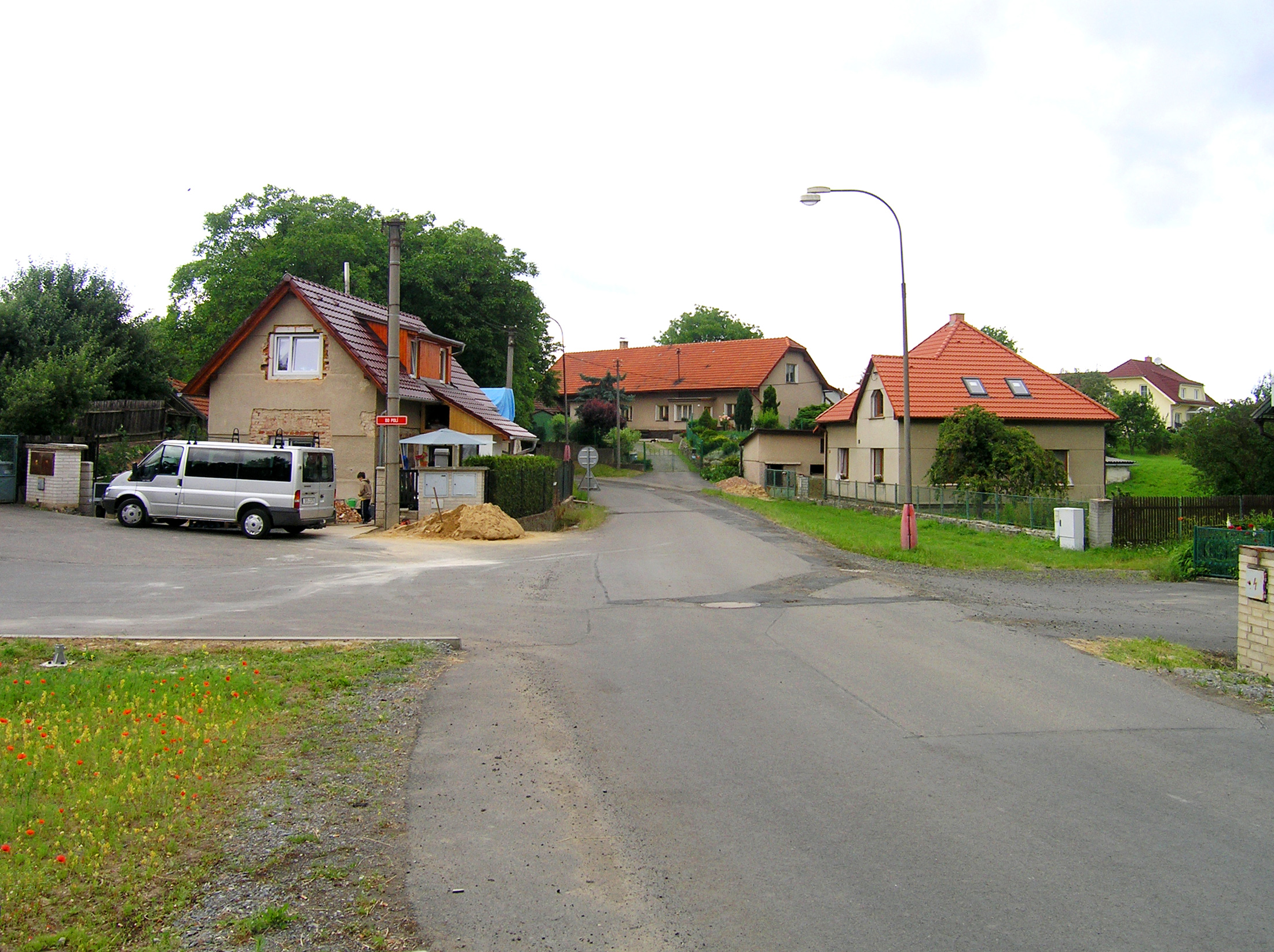